# Брекенрідж (Міннесота)
Брекенрідж (англ. Breckenridge) — місто (англ. city) в США, в окрузі Вілкін штату Міннесота. Населення — 3430 осіб (2020).

## Географія
Брекенрідж розташований за координатами 46°15′57″ пн. ш. 96°35′6″ зх. д. / 46.26583° пн. ш. 96.58500° зх. д. (46.265960, -96.585076).  За даними Бюро перепису населення США в 2010 році місто мало площу 6,38 км², уся площа — суходіл.

## Демографія
Згідно з переписом 2010 року, у місті мешкало 3386 осіб у 1445 домогосподарствах у складі 861 родини. Густота населення становила 531 особа/км².  Було 1635 помешкань (256/км²).
Расовий склад населення:
| - 96,3 % — білих - 1,4 % — корінних американців - 0,4 % — азіатів - 0,2 % — чорних або афроамериканців |

До двох чи більше рас належало 1,4 %. Частка іспаномовних становила 2,5 % від усіх жителів.
За віковим діапазоном населення розподілялося таким чином: 23,3 % — особи молодші 18 років, 55,5 % — особи у віці 18—64 років, 21,2 % — особи у віці 65 років та старші. Медіана віку мешканця становила 43,3 року. На 100 осіб жіночої статі у місті припадало 96,1 чоловіків;  на 100 жінок у віці від 18 років та старших — 94,5 чоловіків також старших 18 років.
Середній дохід на одне домашнє господарство  становив 49 726 доларів США (медіана — 42 935), а середній дохід на одну сім'ю — 66 623 долари (медіана — 57 546). Медіана доходів становила 41 537 доларів для чоловіків та 29 653 долари для жінок. За межею бідності перебувало 14,1 % осіб, у тому числі 14,4 % дітей у віці до 18 років та 11,0 % осіб у віці 65 років та старших.
Цивільне працевлаштоване населення становило 1599 осіб. Основні галузі зайнятості: освіта, охорона здоров'я та соціальна допомога — 27,0 %, виробництво — 14,6 %, роздрібна торгівля — 13,8 %.

## Відомі особистості
В місті народилась:
- Гайді Гайткемп (* 1955) — американський юрист і політик, сенатор.